# Борисково (Ярославский район)
Борисково — деревня в Ивняковском сельском поселении Ярославского района Ярославской области России.

## География
Деревня расположена в 20 километрах от Ярославля.

## История
В 2006 году деревня вошла в состав Ивняковского сельского поселения образованного в результате слияния Ивняковского и Бекреневского сельсоветов.

## Население
| 2007 | 2010 |
| ---- | ---- |
| 2    | →2   |

### Историческая численность населения
По состоянию на 1859 год в деревне было 32 дома и проживало 189 человек.
По состоянию на 1989 год в деревне проживало 10 человек.

### Национальный и гендерный состав
Согласно результатам переписи 2002 года, в национальной структуре населения русские составляли 100 % из 5 чел., из них 1 мужчин, 4 женщин.
Согласно результатам переписи 2010 года население составляют 2 женщины.

## Инфраструктура
Основа экономики — личное подсобное хозяйство. По состоянию на 2021 год большинство домов используется жителями для постоянного проживания и проживания в летний период. Вода добывается жителями из личных колодцев.
Почтовое отделение №150509, расположенное в деревне Дорожаево, на март 2022 года обслуживает в деревне 40 домов.

## Транспорт
Борисково расположено в 1,42 км от автодороги Р-132 «Золотое кольцо». До деревни идёт грунтовая дорога.